# Сенди, Арпад
Арпад Сенди (венг. Szendy Árpád; фамилия при рождении — Гольнхофер, нем. Golnhofer; 11 августа 1863 года, Сарваш — 10 сентября 1922 года, Будапешт) — венгерский пианист, композитор и музыкальный педагог.

## Биография
Музыкой занимался с детства; в 1876 г. приехал в Будапешт и поступил в Национальную консерваторию, а затем в 1879 г. — в Королевскую венгерскую академию музыки, где учился у Хенри Гобби (фортепиано) и Ганса Кёсслера (композиция). В 1883/1884 учебном году выиграл стипендию Листа и стал его учеником на этот период. Следующие два учебных года пропустил по болезни и, продолжив обучение с 1887 г. у Хенри Гобби (Лист умер в 1886), окончил академию в 1889 г.
В 1889—1891 гг. совершенствовался в Веймаре и Берлине у учеников Листа Бернхарда Ставенхагена и Ганса фон Бюлов. С января 1891 г. преподавал в академии музыки, возглавляя фортепианный отдел. Совместно с Кальманом Чованом разработал первую систематическую учебную программу Академии музыки, в которой были установлены нормы академической подготовки; программа была распространена на всех государственные музыкальные школы и обеспечила развитие венгерской фортепианной школы.
Среди учеников Сенди — Эрнё Фодор, Илона Кабош, Шандор Ковач, Геза Надь, Ирен Шенн.
Концертировал, преимущественно с произведениями Листа.

## Творчество
В композиции считается одним из предшественников Бартока; Барток исполнял произведения А.Сенди в своих концертах.
Автор оперы «Мария» (1905, в соавторстве с Белой Сабадошем), концерта и концертной фантазии для фортепиано с оркестром, двух струнных квартетов, «Венгерских поэм» для фортепиано, камерной и вокальной музыки.

## Отзывы
Бела Барток в статье 1921 года «О современной музыке в Венгрии» оценивает Сенди, наряду с Енё Хубаи, как значительного исполнителя и педагога, замечая при этом, однако, что «поколение музыкантов, чья молодость пришлась на последние годы жизни Листа, … не породило ни одного заметного композитора».